# オニノゲシ
オニノゲシ（鬼野芥子、学名: Sonchus asper）は、キク科ノゲシ属の越年草。ヨーロッパ原産で、世界中に外来種（帰化植物）として分布している。

## 分布
ヨーロッパを原産地とする。
北アメリカ、南アメリカ、アフリカ、アジア（日本を含む）、オセアニアに移入分布する。日本では、1892年（明治25年）に松村任三が東京の小石川で見つけ、和名を与えている。現在では日本全国に広がっている。

## 特徴
一年草または二年草（越年草）。日本では各地の道端や畑で見かけることができる。茎は高さ50 - 100センチメートル (cm) になり、中空である。
葉は羽状に裂けるものと裂けないものがあり、大小不揃いの刺状の鋸歯が多数あり、触ると痛い。葉色は濃緑色でやや光沢がある。葉の基部の両端は半円状の裂片になり、無柄で茎を抱く。
花期は春から秋で、タンポポのような黄色の花を咲かせる。頭花の径は約2 cmで、舌状花のみからなり、その構造はノゲシ（Sonchus oleraceus）とほぼ変わらない。花後にできる果実（痩果）は、長さ2.5ミリメートル (mm) 扁平な楕円形で、両面に縦筋があり、横のシワはない。果実の一端には、白色の冠毛が多数つく。
在来のノゲシは葉の光沢が乏しく、葉縁のトゲは触っても痛くなく、葉の基部の裂片が三角状に尖っていることで区別できる。全体的にノゲシに比べると、オニノゲシのほうは葉の光沢あり、葉縁のトゲが痛いほど硬くて基部の裂片が円く、少し大きく荒々しい感じがある。まれに中間種のアイノゲシ（Sonchus oleaceo-asper）がある。